# Minas Viejas, San Luis Potosí
Minas Viejas är en ort i Mexiko.   Den ligger i kommunen El Naranjo och delstaten San Luis Potosí, i den centrala delen av landet, 300 km norr om huvudstaden Mexico City. Minas Viejas ligger 494 meter över havet och antalet invånare är 758.
Terrängen runt Minas Viejas är lite bergig, och sluttar brant österut. Runt Minas Viejas är det ganska glesbefolkat, med 40 invånare per kvadratkilometer. Närmaste större samhälle är Maitinez, 5,7 km sydost om Minas Viejas. Omgivningarna runt Minas Viejas är en mosaik av jordbruksmark och naturlig växtlighet.